# Tinetto
Tinetto ist eine kleine italienische Insel zwischen dem Ligurischen und dem Tyrrhenischen Meer (zwischen Nordwestküste Italiens und Korsika). Mit den beiden nahegelegenen Inseln Palmaria und Tino bildet es einen Archipel vor Porto Venere. 
1997 wurde die Insel zusammen mit den Inseln Tino und Palmeria sowie der Ortschaft Porto Venere und den nordwestlich gelegenen Cinque Terre zum UNESCO-Weltkulturerbe erklärt.